# Tanytarsus antennata
Tanytarsus antennata är en tvåvingeart som först beskrevs av Birula 1936.  Tanytarsus antennata ingår i släktet Tanytarsus och familjen fjädermyggor. Inga underarter finns listade i Catalogue of Life.